# Tivetshall St. Margaret
Tivetshall St. Margaret är en ort i Tivetshall, South Norfolk, Storbritannien. Den ligger i grevskapet Norfolk och riksdelen England, i den sydöstra delen av landet, 140 km nordost om huvudstaden London. 
Orten utgjorde tidigare en civil parish, men slogs 1 april 2019 samman med Tivetshall St. Mary till den nybildade civil parish Tivetshall. Civil parish hade 295 invånare år 2011.